# Слободо-Туринське сільське поселення
Слобо́до-Тури́нське сільське поселення (рос. Слободо-Туринское сельское поселение) — сільське поселення у складі Слободо-Туринського району Свердловської області Росії.
Адміністративний центр — село Туринська Слобода.
Населення сільського поселення становить 7068 осіб (2019; 7988 у 2010, 8508 у 2002).
Станом на 2002 рік існувало 4 сільських ради: Решетниковська сільська рада (присілки Городище, Овчинникова, Решетникова, Сагай, Шадрінка), Слободо-Туринська сільська рада (село Туринська Слобода, присілки Малиновка, Фаліна), Тимофієвська сільська рада (село Тимофієво, присілки Красний Яр, Маркова) та Храмцовська сільська рада (село Храмцово, присілки Давидкова, Коржавіна).

## Склад
До складу сільського поселення входять:
| Населений пункт         | Населення, осіб (2002) | Населення, осіб (2010) |
| ----------------------- | ---------------------- | ---------------------- |
| Городище, присілок      | 11                     | 9                      |
| Давидкова, присілок     | 31                     | 12                     |
| Коржавіна, присілок     | 135                    | 106                    |
| Красний Яр, присілок    | 304                    | 255                    |
| Малиновка, присілок     | 0                      | 0                      |
| Маркова, присілок       | 36                     | 17                     |
| Овчинникова, присілок   | 88                     | 55                     |
| Решетникова, присілок   | 459                    | 439                    |
| Сагай, присілок         | 98                     | 82                     |
| Тимофієво, село         | 436                    | 385                    |
| Туринська Слобода, село | 6123                   | 5955                   |
| Фаліна, присілок        | 215                    | 173                    |
| Храмцово, село          | 494                    | 430                    |
| Шадрінка, присілок      | 78                     | 70                     |